# Drahomír Zobek
Drahomír Zobek (Nová Baňa, 23 ottobre 1956) è un medaglista slovacco.

## Biografia
Dopo aver frequentato la scuola secondaria a Kremnica, dopo i suoi studi ha collaborato con aziende e private per medaglie e targhe. 
Ha lavorato nella Zecca di Kremnica di proprietà della Banca Centrale Slovacca di cui è stato direttore dal 1992 al 1997, il primo dopo l'indipedendenza della Slovacchia.
Ha creato 35 medaglie recanti il ritratto dei sovrani ungheresi.

Dal 1993 al 2008 ha disegnato le monete di corona slovacca.
Nel 2008 ha disegnato le monete da 1, 2 e 5 centesimi di euro delle monete euro slovacche con il monte Kriváň situato nella catena montuosa degli Alti Tatra su modello della moneta da 20 halierov di corona slovacca disegnata da lui nel 1992.